# Punção

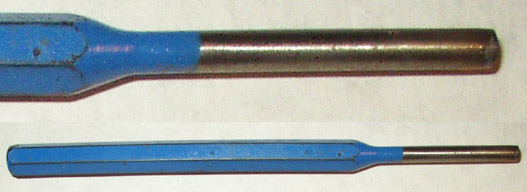
Punção de aço.

Um punção é um bastão de metal com uma ponta moldada, geralmente cônica em uma de suas extremidades, e uma superfície plana, na outra, que é geralmente golpeada por um martelo. Punções são usados para perfurar ou fazer uma impressão com um ponto em uma peça em que se deseja perfura-lá ou demarca-lá para poder dar continuidade ao trabalho. Em determinados casos também serve de apoio e suporte para empurrar parafusos ou peças para determinado local. São fabricados com materiais ultra resistentes como aços.
Os punções são usados para marcar centro de desenhos de círculos, iniciar pontos de furação, para abrir os furos em chapas de metal, para transferir localização de furos em gabaritos e para remover rebites, pinos ou parafusos.
Sólidos ou ocos são os dois tipos geralmente usados. Os sólidos são classificados de acordo com o formato de suas pontas.